# Johannes Hilman
Johannes Hilman (Amsterdam, 29 oktober 1802 - aldaar, 18 november 1881) was een Nederlands toneelschrijver/dichter.

## Levensloop
Geboren als zoon van een bakker, probeerde Hilman zijn brood te verdienen als graanhandelaar, maar vond in dat beroep niet zijn geluk. Door de dood van zijn schoonvader werd Hilman echter plots een vermogend man. Hij besloot zijn beroep neer te leggen en kon na zijn schulden te hebben afgelost als rentenier door het leven gaan. Zonder gedegen letterkundige opleiding ontpopte hij zich in de loop der jaren als een weliswaar middelmatig, maar daardoor niet minder gedreven toneeldichter.
Vanaf de oprichting van het toneeltijdschrift de Spectator in 1843 werd hij toneelrecensent voor dit tijdschrift. Als toneeldichter met een sterke voorkeur voor het Franse klassieke genre waren de eerste recensies in het tijdschrift dan ook weinig lovend over de nieuw-romantische stijl van bijvoorbeeld Victor Hugo. Op aandringen van Hilman begon de jonge Joseph Alberdingk Thijm ook zijn bijdrage aan het tijdschrift te leveren, wat de kwaliteit van het tijdschrift aanmerkelijk verhoogde.
Op grond van de reeks dichterlijke werken die van zijn hand waren verschenen werd Hilman in 1869 voorgedragen en aangenomen als lid van de Maatschappij der Nederlandse Letterkunde.
Door zijn niet aflatende inzet kreeg hij in 1873 het bestuur van Amsterdam zover dat zij instemden met een grote verbouwing van de Amsterdamse Schouwburg aan het Leidscheplein.
Bij zijn dood in 1881 liet hij zijn uitgebreide boeken- en platenverzameling na aan de Universiteitsbibliotheek van Amsterdam.

## Werken
1835 - Genoveva, treurspel

1838 - Demetrius, Keizer van Rusland, treurspel

1845 - De beurs van Amsterdam, gedicht

1850 - De vier jongelingen uit Pforzheim, gedicht

1854 - 31 Oct. 1517, gedicht

1855 - Oranje in de ure des gevaars

1855 - Zinrijke Bloempjes en Beeldjes

1857 - Gustaaf Adolf, Koning van Zweden, de redder van het Protestantisme

1861 - Karel de Stoute, Hertog van Bourgondie, historisch drama

1861 - Karel van Anjou, Koning van Napels, historisch drama

1865 - De karakterlooze, klucht

1865 - De schijnheilige, blijspel

1867 - Dramatische werken, verzameling in 3 delen